# Liu Hsin (cráter)
Liu Hsin es un cráter de impacto de grandes proporciones del planeta Marte situado al oeste del cráter Nordenskiöld, al sureste de Very y al sur del gigantesco Copernicus, a 53.6° sur y 171.6º oeste. El impacto causó un boquete de 171.6 kilómetros de diámetro. El nombre fue aprobado en 1982 por la Unión Astronómica Internacional, en honor al astrónomo chino de la Dinastía Xin, Liu Hsin (? - 22).